# Anuixirwan ibn Manuixihr
Anuixirwan ibn Manuixihr ibn Kabus (mort vers 1050) fou sobirà de la dinastia d'emirs ziyàrides de Tabaristan i Gurgan al segle xi. Fou net del cèlebre emir i poeta Shams al-Maali Kabus ibn Wushmgir i fill de Manushihr ibn Kabus que fou gendre de Mahmud de Gazni.
Els buwàyhides (Madj al-Dawla Rustam) van ocupar Rayy i el Jibal el 1029 i altres caps locals kurds i daylamites van prendre el poder a diversos llocs. Manushihr llavors va quedar en l'òrbita gaznèvida. Mort Manushihr poc després (el 1029 o 1030) Mahmud de Gazni va confirmar al jove Anushirwan en el tron a canvi del tribut corresponent, encara que no tenia molta fe en la seva capacitat sota la pressió dels oghuz que just llavors començaven a fer incursions des de les estepes del Dihistan.
Al cap de poc un cop d'estat va portar al poder a Bu Kalidjar, oncle del seu pare, encara que se suposa que va conservar el tron com a sobirà nominal. Ibn al-Athir diu que el 1041/1042 Toghrul Beg va conquerir Tabaristan i Gurgan, però segurament Anushirvan va conservar una vegada més el tron com a tributari, mentre Bu Kalidjar deixa de ser esmentat.
Va morir entre 1043/1044 i 1049/1050. Un cosí seu, Kay Kabus ibn Iskandar (l'autor del Qabus-nama) el va succeir a les regions muntanyoses.